# Kasteel Hemiksemhof

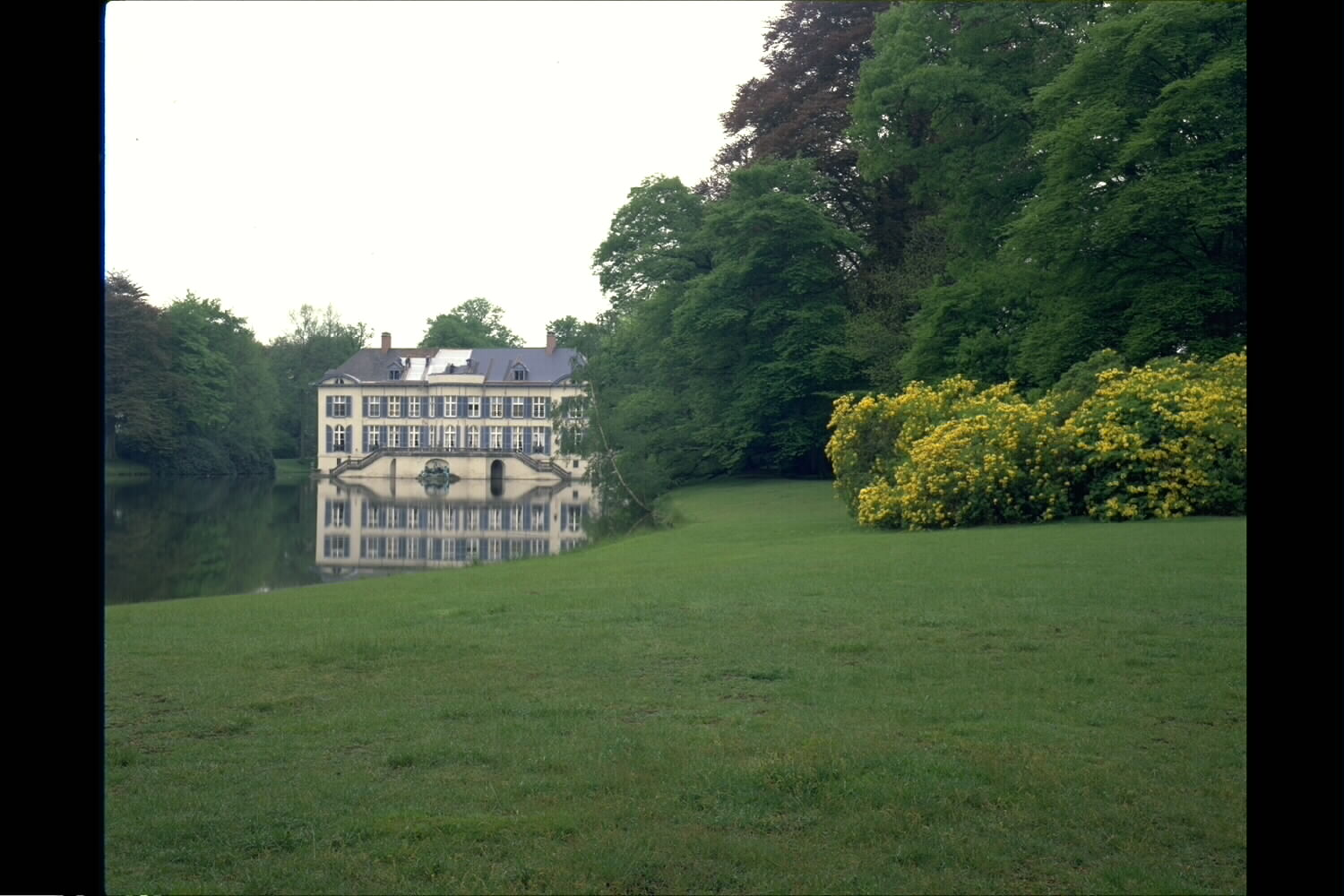
Kasteel Hemiksemhof

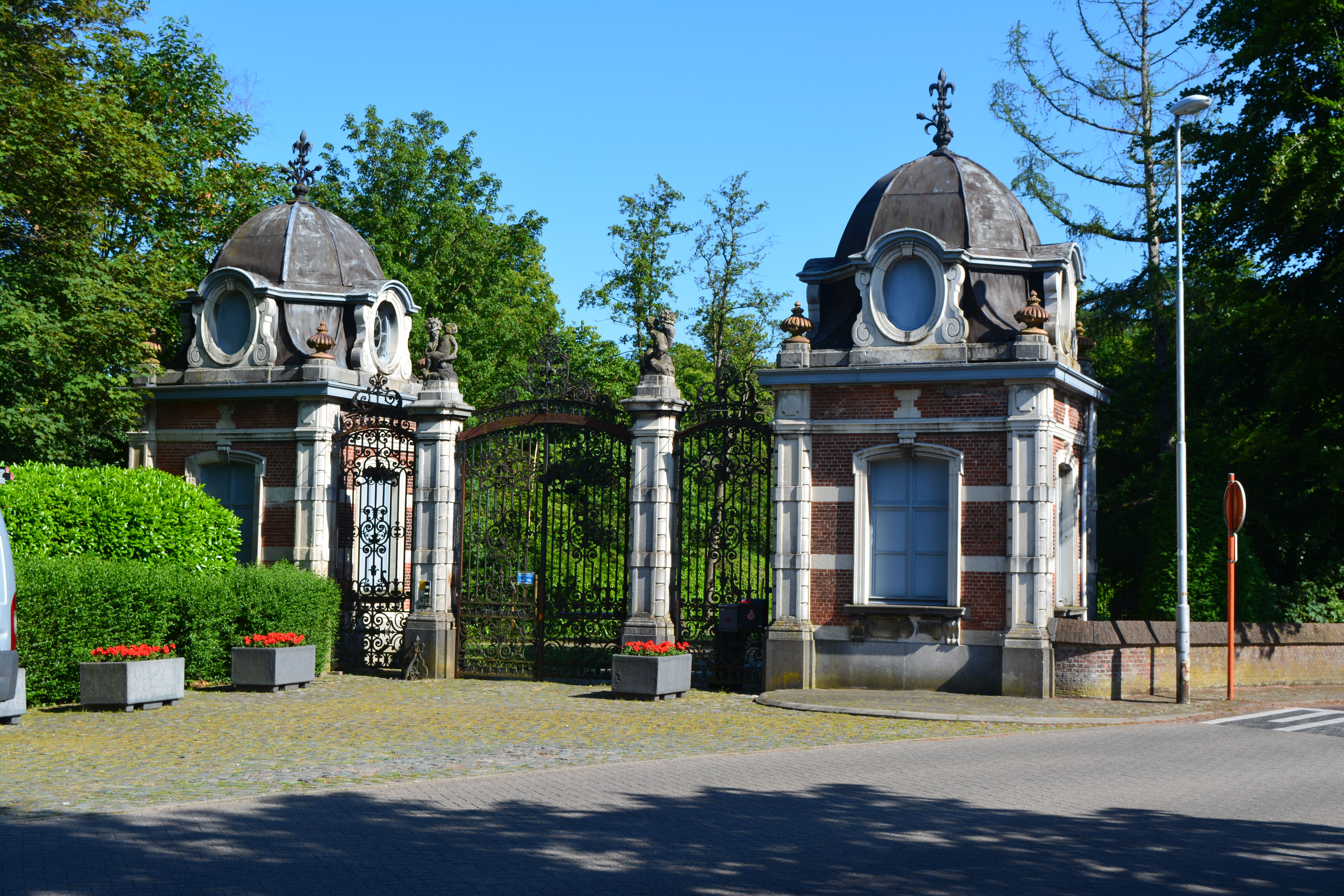
toegangspoort tot het domein Hemiksemhof

Het Kasteel Hemiksemhof is een kasteel in de Antwerpse plaats Hemiksem, gelegen aan Assestraat 21-23.

## Geschiedenis
Al in 1380 lag op de plek van het kasteel een laathof. In 1512 werd het hof aangekocht door Rombout van Wachtendonck. Deze heeft het daar aanwezig vervallen kasteeltje herbouwd. In deze verbouwde vorm bleef het bestaan tot omstreeks 1760-1770. In opdracht van toenmalig eigenaar Paul Schilder werd toen een classicistisch kasteel gebouwd. Dit had een andere plattegrond dan het oorspronkelijke kasteel, maar enkele restanten van muren zijn bewaard gebleven.

## Gebouw
De toegangspoort, opgetrokken in neo-Lodewijk XVI-stijl, dateert van omstreeks 1900. Het in de periode 1760 - 1770 gebouwde kasteel had van origine een U-vormige plattegrond. Deze plattegrond werd in het eerste kwart van de 20e eeuw gewijzigd door de aanbouw van een terras en een vestibule.
In deze vestibule bevindt zich een 18de-eeuwse, eikenhouten trap gemaakt. Er bevinden zich tevens schouwen in empirestijl en Lodewijk XV-stijl. Hiernaast is een 17de-eeuwse kapel met een koepel opgetrokken in barokstijl.
De aanwezige serres, oranjerie en een ijskelder dateren uit het laatste kwart van de 18de eeuw.

## Heren en eigenaars van Hemiksemhof
We hebben boven reeds onderstreept dat Hemiksemhof een laathof was, een grondheerlijkheid, dat als dusdanig niets te maken had met de heerlijkheid van 't dorp zelf. Waarbij 't evident is dat de heren van 't hof - die allen zonder uitzondering - verhef deden voor stadhouder en leenmannen van de Sint-Bernardusabdij, als zondanig niet kunnen betiteld worden als heren van Hemiksem.
— Louis De Schepper

Dit is een onvolledige lijst.
| Eigenaar                                                                       | Vermeld             | Opmerking |
| ------------------------------------------------------------------------------ | ------------------- | --- |
| (Hamo)                                                                         | vroege middeleeuwen | Waarschijnlijk bezaten Hamo en Haminc een grote hoeve op deze plaats en gaven zij de naam aan het dorp Hemiksem (Hamincs-heem).          |
| (Haminc)                                                                       | vroege middeleeuwen | |
| Alexander de Hemenschen                                                        | 13de eeuw           | Tot de tweede helft van de achttiende eeuw waren de heren van Hemiksemhof tegelijk ook heer van het laathof Vaerlaereycke in Aartselaar. |
| Margerite van Schelle                                                          | 13de eeuw           | |
| Jan Sanders                                                                    | 13de eeuw           | |
| Aleidis Stoevers                                                               | 13de eeuw           | |
| Jan Sanders                                                                    | 13de eeuw           | |
| Gillis Sanders                                                                 | 1410                | |
| Cornelis Sanders                                                               | 1459                | Onthoofd in 1459 |
| Antoon, bastaard van Brabant                                                   | 1459-1498           | Begraven in een praalgraf in de Sint-Niklaaskerk                                                                                         |
| Anthoon                                                                        | 1498                | |
| Rombout van Wachtendonck                                                       | 1513                | Kocht het hof na een rechtszaak |
| Hendrik van Wachtendonck                                                       | 1518                | |
| Jan Baptist de Tassis                                                          | 1519                | Gehuwd met Christina van Wachtendonck, dochter van Rombout                                                                               |
| Rogier I van Tassis                                                            | 1555                | |
| Leonard van Tassis                                                             | 1556                | |
| Antoon van Tassis                                                              | 1564, 1574          | |
| Jehan Baptist de Tassis                                                        | 1581                | |
| Anna de Tassis                                                                 | 1586                | |
| Charles de Tassis                                                              |                     | |
| Leonard II de Tassis                                                           | 1616                | |
| Lamoraal de Tassis                                                             | 1639                | |
| Lamoraal II de Tassis                                                          | 1676                | |
| René-Eugeen-Alexander de la Tour et Tassis                                     | 1700                | |
| Jan Jozef de Coninck                                                           | 1700                | |
| Frans Schilder                                                                 | 1739-1754           | |
| Paul-Frans Schilder                                                            | 1754-1774           | |
| Jan Jacques Moretus                                                            |                     | Schoonzoon van Paul-Frans Schilder |
| Maria Petronella Moretus                                                       | 1774                | |
| Arnould F. J. B. de Pret                                                       | 1789                | Gehuwd met Maria Petronella Moretus, laatste "heer in Hemiksem"                                                                          |
| Philippe de Pret de ter Veken                                                  | 1789-1838           | Tevens burgemeester van Hemiksem |
| Theodoor Joz. Fr. de Sales Ghislain, baron Diert de Kerckwerve                 | 1838-1862           | Gehuwd met J.P. Jos de Pret, dochter van Philippe de Pret de ter Veken en was tevens burgemeester van Hemiksem                           |
| Arnold de Pret-Roose de Calesberg                                              | 1862                | |
| Marie-Louise de Pret-Roose de Calesberg en Germaine de Pret-Roose de Calesberg | 1904                | Verkopen hun bezittingen te Hemiksem aan Karel Sheid                                                                                     |
| Karel Willem Christian Sheid                                                   | 1904-1940           | |
| Marthe Fréderique Louise Alice van den Abeele                                  | 1940-1955           | Weduwe van Karel Sheid |
| Gaston Magniette                                                               | 1955-1974           | Industrieel, eigenaar van Lamitref |
| Gerard Magniette                                                               |                     | |